# Un rebus per l'assassino
Un rebus per l'assassino (The Last of Sheila) è un film del 1973 diretto da Herbert Ross.
È un thriller giallo statunitense con Richard Benjamin, Dyan Cannon, James Coburn e James Mason.

## Trama
Clinton Green, ricco produttore cinematografico, invita sul proprio yacht, in procinto di salpare per una crociera nel Mediterraneo, l'anziano regista Philip Dexter, l'attrice Alice Wood e suo marito Anthony, l'agente pubblicitaria Christine e il soggettista Tom con la moglie Lee. Tuttavia, più che a intrattenerli, Clinton mira a giocare sadicamente con le debolezze dei suoi ospiti. Intuito questo Tom fa credere che Clinton, invece, sia interessato a scoprire chi di loro abbia investito, ed ucciso, un anno prima, la sua giovane consorte, Sheila. Cosa che non é nelle reali intenzioni di Clinton. Per riuscirci, Tom altera alcuni indizi nel complicato gioco, ideato da Clinton, teso a rendere pubblici i vizi segreti degli ospiti di quest'ultimo. 
Durante una delle fasi del gioco la comitiva approda su un'isola in cui si erge un antico convento abbandonato: qui Clinton, nel corso del gioco, finisce misteriosamente assassinato. Tom si propone di individuare l'omicida ricostruendo i movimenti dei suoi cinque compagni e sembra aver raggiunto i suoi scopi quando induce Lee a dichiararsi colpevole sia della morte di Sheila che dell'uccisione di Clinton. Poche ore dopo, tuttavia, la stessa Lee viene trovata morta: in apparenza, il suo sembra un suicidio. Tuttavia Dexter, attento osservatore, continua ad indagare e riflettere per conto proprio, finché non scopre che Lee è stata uccisa dal marito, amante di Alice. I due però trovano un accordo: Tom se la caverà accettando di impiegare Dexter nel film che entrambi ricaveranno dalla loro vicenda.

## Produzione
Il film, diretto da Herbert Ross su una sceneggiatura di Anthony Perkins e Stephen Sondheim, fu prodotto da Herbert Ross per la Warner Bros. Pictures e girato in Francia (ad Antibes, negli Studios de la Victorine a Nizza e all'Île Saint-Honorat). Il brano della colonna sonora Friends, cantato da Bette Midler, fu composto da Mark Klingman e William Charles (parole e musica).

## Promozione
Le tagline sono:
- "The Next Move Is Murder".
- "The games people play can lead... to murder!".
- "Any number can play. Any number can die.".

## Distribuzione
Il film fu distribuito con il titolo The Last of Sheila negli Stati Uniti dal 14 giugno 1973 (première al Festival di Cannes il 16 maggio 1973) al cinema dalla Warner Bros. Pictures.
Altre distribuzioni:
- in Germania Ovest il 7 settembre 1973 (Sheila)
- in Svezia il 26 settembre 1973 (Döden går ombord)
- in Danimarca il 12 ottobre 1973 (Mordets puslespil)
- in Messico il 27 dicembre 1973 (El fin de Sheila)
- in Finlandia il 24 maggio 1974 (Kuolema astuu laivaan)
- in Portogallo (A Charada da Morte)
- in Grecia (Epikindyni prosklisi)
- in Francia (Les invitations dangereuses)
- in Norvegia (Mordleken)
- in Brasile (O Fim de Sheila)
- in Polonia (Pamiatka po Sheili)
- in Ungheria (Sheila meghalt és New Yorkban él)

## Accoglienza

### Critica
Su Rotten Tomatoes il film ha ricevuto un punteggio del 90% dalla critica e dell'85% dal pubblico con un punteggio medio di 89%; su IMDb il punteggio è di 7.2 su 10. La critica sottolinea la complessità di una scrittura arguta e densa di mistero, che coinvolge lo spettatore nelle indagini ma depistandolo continuamente in un gioco intricato come le opere di Sondheim e segnato dalle atmosfere lugubri tipiche del cinema interpretato da Perkins, qui nelle vesti di sceneggiatore.
Roger Ebert, recensendolo nello stesso anno di uscita, assegna al film una valutazione positiva, ritenendolo un «thriller diabolicamente complicato», una detective story che riprende le atmosfere sia dell'Agatha Christie di Trappola per topi (dramma teatrale del 1952) e di John Dickson Carr, sia di Gli insospettabili (1972) ma distinta da un impianto assai più subdolo. Ebert vi rivede nei personaggi, arricchiti da interpretazioni di alto livello anche nell'esprimere meschinità, l'«atteggiamento (di noncuranza o ironico distacco) tipico della gente di Hollywood nei confronti della morte» che aveva ravvisato in un altro lavoro, anch'esso appena precedente a quello analizzato: Play It As It Lays (1972). Il film gli appare insomma un'opera che per la propria intelligenza avvince lo spettatore lasciandolo tuttavia nel dubbio che, in fondo, l'evento delittuoso da cui tutto scaturisce possa non esser stato invece altro che un incidente fortuito o meno complesso delle indagini da esso originate. Per Leonard Maltin il film è un grande murder-puzzle imperniato su star del jet-set, che inscena un «gioco mortale dai contorni di un giallo». Vincent Canby del New York Times esprime apprezzamento per il cast (in particolare per Dyan Cannon).
Nella sua "Impressione" Marcel M.J. Davinotti jr evidenzia come una sceneggiatura che risente di pecche nella continuità logica abbia avuto bisogno di una certa verbosità per spiegare premesse e passaggi non sempre ineccepibili: ciò ha portato lo script ad avvitarsi in deduzioni, presentate per bocca dei personaggi, poco chiare e in ipotesi poco credibili, per quanto sorprendenti e potenzialmente godibili. Il copione stesso, secondo il critico, è un gioco di società alla Cluedo con spunti mutuati dall'enigmistica classica. Nella stessa recensione il film è inoltre considerato un "apripista" ad altri quali Invito a cena con delitto e Signori, il delitto è servito. Sempre su davinotti.com, le opinioni ospitate si dividono tra quelle di chi si fa conquistare dallo stile alla Agatha Christie riuscendo ad orientarsi o persino a prevedere l'epilogo, e di chi ritiene comunque lo script confuso o macchinoso, mancante di quella dose di attrattiva che possa condurre lo spettatore all'immedesimazione, oltre che il cast "altisonante" come in parecchi film contemporanei ma non sempre in parte o sotto tono. Un aspetto ritenuto interessante, perché accosta elementi classici e ritenuti "originali", è la mancanza di un detective "neutrale", non coinvolto nella rosa dei sospettati, a suggerire l'improponibilità di taluni “manicheismi” propri del genere.
Sullo strumento integrato nato dalla collaborazione tra il Morandini e MyMovies, il film riceve 3 stelle su 5, definito «tanto complicato che è quasi impossibile seguirne l'intreccio».

## Riconoscimenti
- 1974 – Edgar Allan Poe Award
  - Miglior sceneggiatura a Anthony Perkins e Stephen Sondheim[20]